# Éliane Le Breton
Pour les articles homonymes, voir Le Breton.
Éliane Le Breton (née le  18 mars 1897 à Landunvez et morte le 23 janvier 1977) est une femme médecin française, professeure des universités et directrice de recherche au CNRS. Elle est connue pour ses recherches dans le domaine de la physiologie appliquée aux recherches contre le cancer.

## Biographie
Elle soutient une thèse de doctorat d'État en sciences sur la Signification physiologique de l'oxydation de l'alcool éthylique dans l'organisme à la faculté de médecine de Paris, en 1936. Elle commence sa carrière comme préparatrice stagiaire à l'université de Strasbourg (1922). En 1939-1940, elle est mobilisée à l'État-major, au service de défense contre les gaz. Elle est nommée maître de conférences (1948-1954), puis professeure des universités à la faculté des sciences de Paris (1954-1961) et met en place un enseignement de 3e cycle de physiologie de la nutrition. Elle est nommée directrice de recherche au CNRS, au centre de recherches sur la cellule normale et la cellule cancéreuse de l'Institut du cancer de Villejuif. Elle est nommée sous-directrice à l'Institut de recherches scientifiques de Villejuif, puis directrice en 1958.
Elle est connue pour ses études sur la nutrition cellulaire et le développement des cellules cancéreuses.

## Activités institutionnelles et scientifiques
Elle est membre du comité scientifique de la Ligue nationale contre le cancer, membre du Centre national de coordination des études et recherches sur la nutrition et l'alimentation, membre des comités scientifique de plusieurs revues, notamment la Revue française d'études cliniques et biologiques, les Annales de nutrition et d'alimentation et les Archives des sciences physiologiques (CNRS). 

## Décorations
- Officière de l'ordre des Palmes académiques (1947)
- Officière de la Légion d'honneur, sur contingent de l'Éducation nationale (1963)[7].

## Distinctions
- 1959 : prix Charles Léopold Mayer de la Société de chimie biologique[8].

## Publications
- Recherches de physiologie générale sur la détermination de la masse protoplasmatique active : variations biochimiques du rapport nucléo-plasmatique au cours du développement embryonnaire, avec Georges Schaeffer, Masson, 1923
- (coll.) Recherches physiologiques sur les levains minéraux à base d'alun, Vannes, Imp. Lafolye et J. de Lamarzelle, 1928
- Récentes acquisitions sur les enzymes protidolytiques du pancreas et de l'intestin (rapport), Paris, Masson, 1932
- Signification physiologique de l'oxydation de l'alcool éthylique dans l'organisme, thèse, M. Declume, Lons-le-Saunier, 1936
- Cancer and Nutrition, Lutte Cancer, 1958 Apr-Jun;36(121):23-31 PMID 13655775